# Парана (місто)
Парана́ (ісп. Paraná) — місто а Аргентині, столиця провінції Ентре-Ріос та департаменту Парана. Займає площу 52 км² та має населення 247 тис. жителів (перепис 2010). Утворює агломерацію Велика Парана з населенням 264 тис. осіб.

## Історія

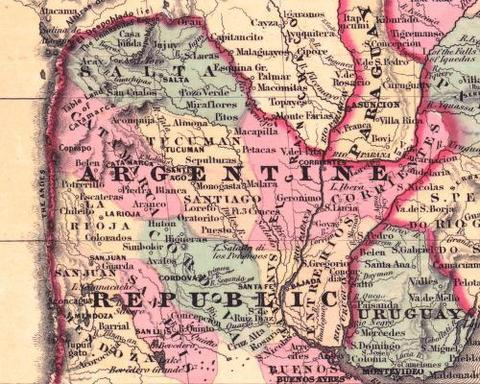
Мапа Аргентини початку XIX ст., де місто Парана фігурує під назвою Бахада.

Перше поселення на берегах річки Парана у цьому місці виникло у XVI ст. під назвою Бахада (ісп. Baxada, Bajada — спуск). 1662 року було підписано договір з місцевими племенами, що вони не будуть наближатися до міста ближче, ніж на 2 ліги (приблизно 10 км). Попри це, індіанці нападали на Бахаду у 1727 і 1730 роках.
23 жовтня 1730 року у місті було споруджено каплицю і засновано парафію під покровительством Діви Росаріо. Цю дату вважають офіційним днем заснування міста.
25 червня 1813 поселення отримало статус селища і стало називатися Парана. У 1822 Парана була визнане столицею провінції Ентре-Ріос. Парана отримала статус міста 26 серпня 1826. Згідно з даними перепису 1844 року у місті налічувалося 4 811 жителів і 914 осель. З 24 березня 1854 до 2 грудня 1861 Парана була столицею Аргентинської конфедерації поки Буенос-Айрес не був названий столицею країни 1862 року.
1904 року у місті було споруджено новий порт. У цей же період сюди було проведено залізницю.
1914 у Парані налічувалося 36 089 жителів. На той час у місті були: фабрика сірників, кераміки, цементна фабрика, бійня, завдяки чому місто було економічно процвітаючим. Деякі вулиці були освітлені й асфальтовані.
1956 року губернатори провінцій Санта-Фе і Ентре-Ріос заклали перший камінь у будівництві підводного тунелю, завдяки якому місто Парана стало важливим транспортним вузлом.
У 1970-х населення міста різко зростало.
Найбільш значимі зміни у Парані за останні роки це ремонт пішохідного мосту Сан-Мартін, спорудження нової автобусної станції і нового каналізаційного колектора.

## Розташування
Місто Парана розташоване на берегах однойменної річки, якій і завдячує своєю назвою. Воно знаходиться за 470 км від столиці Аргентини міста Буенос-Айреса та за 25 км від міста Санта-Фе.
Межі міста окреслюють:
- на півночі та заході річка Парана,

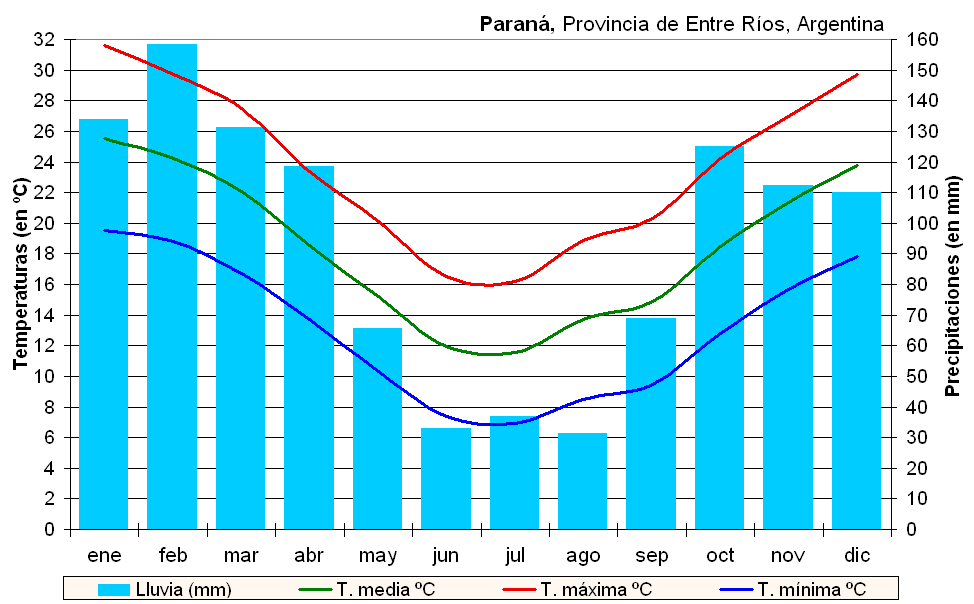
Клімат Парани

- на півдні річка Лос-Беррос,
- на сході річка Лас-Тунас.

## Клімат
Середня річна температура Парани 18 °C, за рік випадає не більше 1 250 мм опадів.
Улітку температура в середньому становить 23 °C, з максимумом у 37 та мінімумом у 10 °C. Середня кількість опадів.
Узимку температура не опускається нижче 1 °C, з максимумом у 18 і мінімумом у 5 °C. Опади незначні.
Абсолютний максимум температури за 1961-1990 роки +40 °C, абсолютний мінімум -7 °C.
| Клімат Парани (1961—1990)                                                                                                   | Клімат Парани (1961—1990) | Клімат Парани (1961—1990) | Клімат Парани (1961—1990) | Клімат Парани (1961—1990) | Клімат Парани (1961—1990) | Клімат Парани (1961—1990) | Клімат Парани (1961—1990) | Клімат Парани (1961—1990) | Клімат Парани (1961—1990) | Клімат Парани (1961—1990) | Клімат Парани (1961—1990) | Клімат Парани (1961—1990) | Клімат Парани (1961—1990) |
| Показник | Січ.                      | Лют.                      | Бер.                      | Квіт.                     | Трав.                     | Черв.                     | Лип.                      | Серп.                     | Вер.                      | Жовт.                     | Лист.                     | Груд.                     | Рік                       |
| Абсолютний максимум, °C | 40,0                      | 39,7                      | 38,4                      | 33,5                      | 32,8                      | 29,5                      | 31,5                      | 36,0                      | 39,0                      | 38,5                      | 38,3                      | 39,7                      | 40,0                      |
| Середній максимум, °C | 31,3                      | 30,1                      | 27,5                      | 23,8                      | 20,7                      | 17,1                      | 17,2                      | 19,0                      | 21,1                      | 24,2                      | 27,1                      | 29,8                      | 24,1                      |
| Середня температура, °C | 25,0                      | 23,8                      | 21,4                      | 17,7                      | 14,8                      | 11,6                      | 11,5                      | 12,6                      | 14,8                      | 18,0                      | 20,9                      | 23,5                      | 18,0                      |
| Середній мінімум, °C | 18,6                      | 17,8                      | 16,1                      | 12,7                      | 9,9                       | 7,1                       | 6,8                       | 7,3                       | 8,9                       | 12,0                      | 14,6                      | 17,1                      | 12,4                      |
| Абсолютний мінімум, °C | 7,5                       | 6,9                       | 4,3                       | 2,5                       | −2,4                      | −6,2                      | −7                        | −5,3                      | −3,9                      | −4,4                      | 2,3                       | 4,0                       | −7                        |
| Середня кількість сонячних годин на місяць                                                                                  | 291,4                     | 249,2                     | 238,7                     | 213,0                     | 189,1                     | 156,0                     | 170,5                     | 201,5                     | 207,0                     | 251,1                     | 273,0                     | 272,8                     | 2713,3                    |
| Норма опадів, мм | 126.3                     | 127.0                     | 155.9                     | 101.6                     | 51.6                      | 34.0                      | 33.6                      | 35.6                      | 69.1                      | 106.4                     | 115.1                     | 112.9                     | 1069.1                    |
| Днів з опадами | 9                         | 8                         | 9                         | 7                         | 6                         | 5                         | 6                         | 5                         | 6                         | 9                         | 8                         | 9                         | 87                        |
| Вологість повітря, % | 65                        | 70                        | 75                        | 78                        | 80                        | 80                        | 79                        | 74                        | 71                        | 70                        | 68                        | 65                        | 73                        |
| --- | ------------------------- | ------------------------- | ------------------------- | ------------------------- | ------------------------- | ------------------------- | ------------------------- | ------------------------- | ------------------------- | ------------------------- | ------------------------- | ------------------------- | ------------------------- |
| Джерело: NOAA, Oficina de Riesgo Agropecuario (record highs and lows), Servicio Meteorológico Nacional (precipitation days) |                           |                           |                           |                           |                           |                           |                           |                           |                           |                           |                           |                           |                           |

## Поділ міста

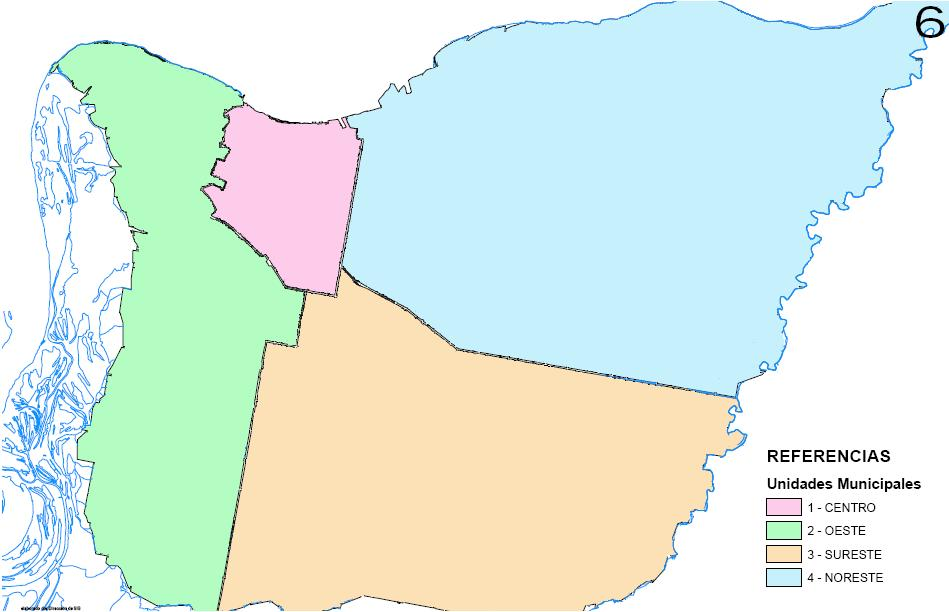
Зони Парани

Парана поділяється на 251 район. Згідно з декретом Nº 204 від 13 березня 2009 року ці райони об'єднані у 4 автономні зони:
- Центр — населення 43 300 жителів
- Захід — населення 61 800 жителів
- Південний схід — населення 67 400 жителів
- Північний схід — населення 65 000 жителів[4]

## Освіта
У Парані знаходиться велика кількість початкових і середніх шкіл, інститутів та університетів. Найбільші вищі навчальні заклади:
- Відділення Національного Технологічного Університету (ісп. Universidad Tecnológica Nacional), заснований 1964 року[5]
- Національний університет Ентре-Ріоса (ісп. Universidad Nacional de Entre Ríos), заснований 1973 року, 12 000 студентів[6]
- Католицький університет Аргентини (ісп. Universidad Católica Argentina),[7]
- Автономний університет Ентре-Ріос (ісп. Universidad Autónoma de Entre Ríos), заснований 2000 року[8]
- Педагогічне училище Хосе Марія Торрес (ісп. Escuela Normal "José María Torres") — перше в Аргентині, засноване 1870 року[9].

## Спорт
У місті Парана знаходиться велика кількість спортивних споруд, зокрема софтбольний стадіон, спортивні комплекси Ель Плумасо і Тортугітас, поле для гольфу, автодром.
У Парані є такі спортивні клуби:
- Естудьянтес (ісп. Estudiantes) — плавання, регбі, теніс, баскетбол, волейбол, сквош, гандбол, гольф, хокей на траві, софтбол
- Ровінг (англ. Rowing) — плавання, веслування та інші водні види спорту
- Патронато (ісп. Club Atlético Patronato) — футбол
- Ечагуе (ісп. Atlético Echagüe Club) — баскетбол, хокей на траві, плавання, волейбол, настільний теніс, бойові мистецтва, гімнастика, йога
- Парана (ісп. Club Atlético Paraná) — футбол
- Центр сіоністської молоді (ісп. Centro Juventud Sionista) — баскетбол
- Тальєрес (ісп. Club Atlético Talleres) — жіночий баскетбол.

Парана — столиця аргентинського софтболу. Цей вид спорту дуже популярний у місті. Тут є спеціальний софтбольний стадіон і більше 10 софтбольних клубів.

## Видатні особистості
У місті Парана народилися такі люди:
- Роберто Аяла — футболіст, срібний призер Олімпійських ігор 1996 року і золотий — 2004 року, гравець збірної Аргентини у 1994—2007
- Бетіна Хосамі — тенісистка, володарка 7 титулів ITF Women's Circuit
- Карлос Індіо Соларі — вокаліст гурту Redonditos de Ricota
- Рауль Сангінетті — шахіст, багаторазовий чемпіон Аргентини
- Еміліо Едуардо Массера — учасник військової хунти, яка скинула Еву Перон, фактичний правитель Аргентини у 1976—1983 роках
- Мартін Кастроджованні — італійський регбіст, чемпіон Італії 2005 року

## Міста-побратими
- Уругвай, Артіґас.
- Італія, Леонфорте, з 11 січня 1991.
- США, Мускатін, з 4 серпня 1989.
- Ізраїль, Реховот, з 2 квітня 1995.
- Мексика, Халапа (Веракрус), з 5 червня 2008.
- Бразилія, Торрес, з 7 травня 2008.
- Багамські Острови, Нассау, з 19 липня 2008.
- Гаїті, Порт-о-Пренс, з 29 листопада 2008.